# ARA Storni (P-53)
El patrullero oceánico ARA Storni (P-53) (también llamado ARA Almirante Storni) es el tercero de los cuatro OPV de la clase OPV-87 de la Armada Argentina. Fue puesto en gradas en 2019, botado en mayo de 2021 y asignado en octubre del mismo año.
La función principal de la nave es monitorear los límites del Mar Argentino con tecnología basada en cámaras con alcance efectivo de 8.000 metros. Gracias a esto el patrullero tiene capacidad de controlar toda la actividad pesquera y detectar las que no tienen permiso para estar dentro del territorio nacional.

## Construcción
Es parte de un pack de cuatro OPV adquirido en Francia en 2018. Su constructor Naval Group llevó a cabo su botadura el 6 de julio de 2020 en Lanester. Fue después trasladado a Concarneau. Fue asignado el 15 de octubre de 2021. Fue izado el pabellón nacional el 29 de octubre de 2021. Zarpó el 10 de noviembre y arribó al apostadero naval de Buenos Aires el 3 de diciembre.

### Características
El OPV de la clase Bouchard tiene un desplazamiento de 1650 t, una eslora de 87 m, una manga de 13,6 m y un calado de 4,2 m; una propulsión de dos (2) motores diésel ABC (3500 kW c/u; velocidad 21 nudos y autonomía 4000 millas nauticas  -unos 7.200 km-);
 Armas: 1 cañón a control remoto Mk-44 Bushmaster de 30 mm y 2 (dos) ametralladoras a control remoto Browning M2 de 12,7 mm.
Los sensores son un radar de exploración 2D Terma Scanter 6002, un radar de navegación en banda X y otro en banda S; y sistema de combate Polaris que permite intercambio de datos con otros buques de guerra.
Es el segundo buque de la Armada Argentina que llevará el nombre del ministro de Marina vicealmirante Segundo Rosa Storni. El primero fue el destructor clase Fletcher ARA Almirante Storni de 1971.